# Pirionimyia paradoxa
Pirionimyia paradoxa là một loài ruồi trong họ Tachinidae.